# 이태홍
이태홍(李太洪, 1971년 10월 1일 ~ )는 대한민국의 전직 축구 선수이다. 현역 시절 포지션은 공격수였다.

## 선수 경력
1991년 FIFA 세계 청소년 축구 선수권 대회에서 단일 코리아팀의 주장을 역임했는데 1992년 일화 천마에서 선수생활을 시작했으나 1997년 4월 김진형과의 맞트레이드를 통해 부천 유공 유니폼을 입었고 그 해 11월 무릎수술을 받아 1998년에는 아예 경기에 나가지 못했으며 그 이후 하락세를 보였고 1999년 시즌 뒤 은퇴했다.